# Sainsbury's
Sainsbury’s — британская компания, управляющая второй крупнейшей розничной сетью в Великобритании после Tesco. В 2023 году заняла 1069-е место в списке крупнейших публичных компаний мира Forbes Global 2000.

## История
Компанию основали в 1869 году Джон Джеймс Сэйнсбери (John James Sainsbury) и его жена Мэри Энн. К 1922 году сеть Sainsbury’s насчитывала 136 магазинов; сеть росла сугубо за счёт открытия новых магазинов, первая покупка другой сети состоялась лишь в 1936 году. Первый магазин самообслуживания был открыт в июне 1950 года, к концу 1960-х годов у Sainsbury’s было уже 100 супермаркетов. Компания стала публичной в 1973 году, это стало крупнейшим размещением акций на бирже в Великобритании на то время. В 1995 году Sainsbury’s уступила лидерство на рынке розничной торговли Великобритании своему основному конкуренту Tesco. В 2007 году 25-процентную долю в компании купил катарский инвестиционный фонд.
В 2016 году за 1,4 млрд фунтов была куплена Home Retail Group, включавшая сеть Argos.

## Деятельность
J Sainsbury — второй крупнейший ритейлер в Великобритании с долей 15 % по состоянию на 2023 год (у Tesco — 27 %). Под брендом Sainsbury’s 1409 магазинов, из них 595 супермаркетов; под брендом Argos работает 709 магазинов, ещё три используют бренд Habitat. Sainsbury’s Bank предоставляет финансовые услуги. Почти вся деятельность приходится на Великобританию, есть небольшое присутствие в Ирландии.
Выручка за 2022/23 финансовый год составила 34,6 млрд фунтов, из них 6,0 млрд пришлось на горючее, 21,7 млрд — на продукты питания, 1,0 млрд — на одежду, 6,0 млрд — на другие товары, 0,5 млрд — на финансовые услуги.